# Cacciatori-raccoglitori caucasici

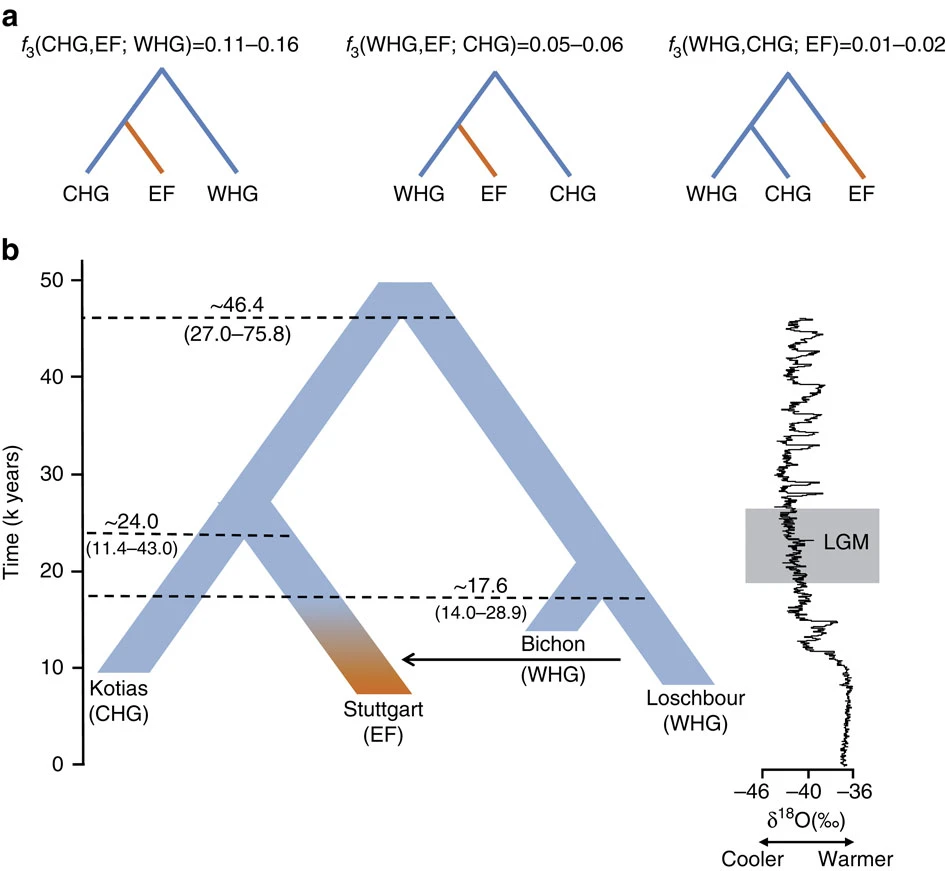
La relazione tra cacciatori raccoglitori caucasici (CHG), cacciatori raccoglitori occidentali (WHG) e primi agricoltori (EF) secondo Jones et al., 2015

Con il termine cacciatore-raccoglitore caucasico (CHG) si intende un lignaggio genetico dell'Homo sapiens, identificato per la prima volta in uno studio del 2015, basato sul DNA antico di individui preistorici della regione caucasica (Georgia).
Il lignaggio CHG discendeva da una popolazione che si separò molto presto dal lignaggio dei cacciatori-raccoglitori occidentali, circa 45 000 anni fa, mentre la sepazione dal lignaggio dei primi agricoltori anatolici (EAF) avvenne più tardi, circa 25 000 anni fa, durante l'ultimo massimo glaciale. I cacciatori-raccoglitori del Caucaso riuscirono a sopravvivere isolati durante l'ultimo massimo glaciale come popolazione distinta.
All'inizio del Neolitico (8000 a.C.), i CHG erano probabilmente distribuiti nell'Iran occidentale e nel Caucaso ed erano strettamente correlati geneticamente ai gruppi umani che vivevano nell'altopiano iranico nel Mesolitico e nel Neolitico, a volte inclusi nello stesso gruppo genetico CHG. Nel 6000 a.C. popolazioni simili raggiunsero l'area dell'odierno Pakistan.
Le successive popolazioni del complesso archeologico battriano-margiano e della civiltà della valle dell'Indo presentano affinità genetiche con i gruppi caucasici-iraniani. I cacciatori-raccoglitori orientali (EHG) della steppa pontico-caspica ricevettero una commistione genetica di geni CHG, portando alla formazione dei pastori delle steppe occidentali (WSH). I WSH formarono la cultura di Jamna e si espansero massicciamente in tutta Europa, durante il tardo Neolitico e l'inizio dell'Età del bronzo.
Oltre a contribuire alla genetica della popolazione dell'Europa attraverso i pastori delle steppe occidentali dell'Età del bronzo (CHG e EHG), i CHG sembrano essere arrivati nell'Egeo senza commistioni con i cacciatori-raccoglitori (EHG) dell'Europa orientale, rappresentando circa il 9-32% degli antenati dei minoici. L'origine di questo componente CHG potrebbe essere stata l'Anatolia centrale.